# 自由城油罐車爆炸事故
自由城油罐車爆炸事故是一場發生於2021年11月5日的爆炸事故，一輛油罐車在獅子山自由城與另一輛卡車相撞導致爆炸，造成115人死亡，上百人受傷。

## 背景

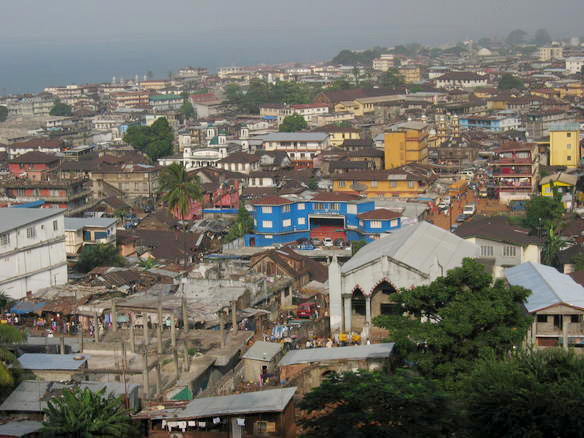
獅子山自由城

自由城是座港口城市，也是獅子山的首都，人口超過120萬。該市過去曾遭遇過幾次災難。在2021年3月，自由城一處貧民窟發生大火，造成80人受傷，五千多人流離失所。2017年，暴雨引發土石流，造成千餘人死亡。

## 事件
據報導，該起事故11月5日晚間十點發生，地點在惠靈頓（Wellington）郊區霍伊特拉姆（Choithram）超市外的一個路口。市長伊馮·阿基·索耶爾在臉書上表示，燃料在著火前溢出，而人們蜂擁而至，自洩漏的車輛收集燃料。據記者烏馬魯·福法納（Umaru Fofana）稱，碰撞發生後，附近的摩托車出租車司機開始收集洩漏的燃料，導致交通堵塞。他還說，許多罹難者是在自己的車裡被燒死的。
有報導指出，一輛載滿人的巴士完全被燒毀，附近的商店和市場因燃料溢出街道而起火。當地媒體播放的畫面顯示，油輪周圍有燒焦的屍體。
該起事件已造成至少108人死亡，百餘人受傷。

## 後續
國家災害管理局（National Disaster Management Agency，NMDA）主任穆罕默德·拉姆蘭·巴赫（Mohamed Lamrane Bah）表示，傷者已經轉移到醫院，屍體亦已收集完成。他還補充，現場的救援工作已經結束；數人情況危急。據康諾特醫院（Connaught Hospital）重症監護室的一名工作人員稱，預計約有 30 名嚴重燒傷的受害者無法存活。正在參加聯合國氣候談判的獅子山總統朱利葉斯·馬達·比奧向遇難者家屬表示哀悼，並承諾提供支持。副總統穆罕默德·尤爾德赫·賈洛視察了兩家醫院。記者奧馬爾·福法納（Omar Fofana）報導稱，醫療服務體系已經捉襟見肘。

## 类似危险物品运输爆炸事故
多过100人

- 1978年西班牙圣卡罗迪拉丙烯槽车爆炸事故，死亡人数217人。

少于50人不计

- 2021年海地油罐车爆炸事故，死亡人数90人。
- 2019年达卡火灾，死亡人数80人。
- 2004年朝鲜龙川火车站爆炸事件，死亡人数54人。